# Erich Funk
Erich Funk (* 17. September 1903 in Königsberg i. Pr.; † 4. Juli 1967 in Berlin) war ein deutscher Widerstandskämpfer gegen den Nationalsozialismus und Funktionär der Sozialistischen Einheitspartei Deutschlands (SED) in der Deutschen Demokratischen Republik (DDR). Er war von 1951 bis 1959 Leiter der Hauptabteilung Personal und Schulung und Stellvertreter des Staatssekretärs für Innere Angelegenheiten im Ministerium des Innern der DDR.

## Leben

### Widerstandskämpfer gegen den Nationalsozialismus
Funk, Sohn eines Dienstmädchens und eines Hafenarbeiters, wurde nach dem Abschluss der Volksschule 1918 Bauarbeiter und Eisenflechter in Königsberg. 1919 wurde er Mitglied im Deutschen Transportarbeiterverband, 1920 des Kommunistischen Jugendverbands Deutschlands (KJVD) und der Kommunistischen Partei Deutschlands (KPD), 1925 des Rotfrontkämpferbunds (RFB), der Roten Hilfe Deutschlands (RHD), der Internationalen Arbeiterhilfe (IAH) und 1929 des Deutschen Bauarbeiterverbands. Nach einigen Funktionen im KJVD wurde Funk eine zentrale Figur im Königsberger RFB. Nach Gruppenführer, Zugführer und Abteilungsleiter in der Roten Jugendfront wurde er 1926 Gauleiter des RFB in Ostpreußen, 1928 Instrukteur der RFB-Reichsleitung und 1929 Mitglied der Bezirksleitung Ostpreußen.
Zusätzlich war Funk ab 1929 Funktionär der KPD und von 1931 bis 1933 Gauleiter des Einheitsverbands der Land und Forstarbeiter. 1931 wurde er für die KPD in die Stadtverordnetenversammlung Königsberg gewählt. Im März 1933 sollte er für die KPD bei den Wahlen zum preußischen Landtag und zum Reichstag kandidieren. Nach der Machtübernahme der Nationalsozialisten und dem Verbot kommunistischer Betätigung war dies nicht mehr möglich. Funk verlor auch sein Mandat in Königsberg. Er unterstützte die kommunistischen Organisationen und Gewerkschaften auch in der Illegalität und wurde im Frühjahr 1933 verhaftet.
Im April 1933 war Funk in sogenannter Schutzhaft in Quedenau dann bis September 1933 im Konzentrationslager Sonnenburg interniert und wurde dann frei gelassen. Schon sechs Wochen später wurde er erneut verhaftet und im Straflager Ballupönen festgehalten. Im Februar 1934 verurteilte ihn das Oberlandesgericht Königsberg wegen „Vorbereitung zum Hochverrat“ zu 15 Monaten Zuchthaus, die er bis Juni 1935 im Zuchthaus Wartenburg absaß. 1937 wurde er zum dritten Mal verhaftet und vom Volksgerichtshof erneut wegen „Vorbereitung zum Hochverrat“ zu 15 Jahren Zuchthaus verurteilt. Bis zum Ende des Zweiten Weltkriegs 1945 war er in den Zuchthäusern Wartenburg und Waldheim in Sachsen inhaftiert.

### SED-Funktionär in der DDR
Nach seiner Haftentlassung war Funk gesundheitlich stark eingeschränkt, war aber bis Dezember 1948 zeitweise Bürodirektor und Personalchef im Oberlandratsamt Bernau bei Berlin und Leiter der Sozialversicherung in Beeskow. 1946 wurde er nach der Zwangsvereinigung der Sozialdemokratischen Partei Deutschlands (SPD) und der KPD in der sowjetischen Besatzungszone Deutschlands Mitglied der SED. 1948 wechselte er in die Zentrale der SED nach Ostberlin und wurde Leiter der Abteilung Kader des Parteivorstands und 2. Sekretär der Betriebsgruppe im SED-Parteivorstand.

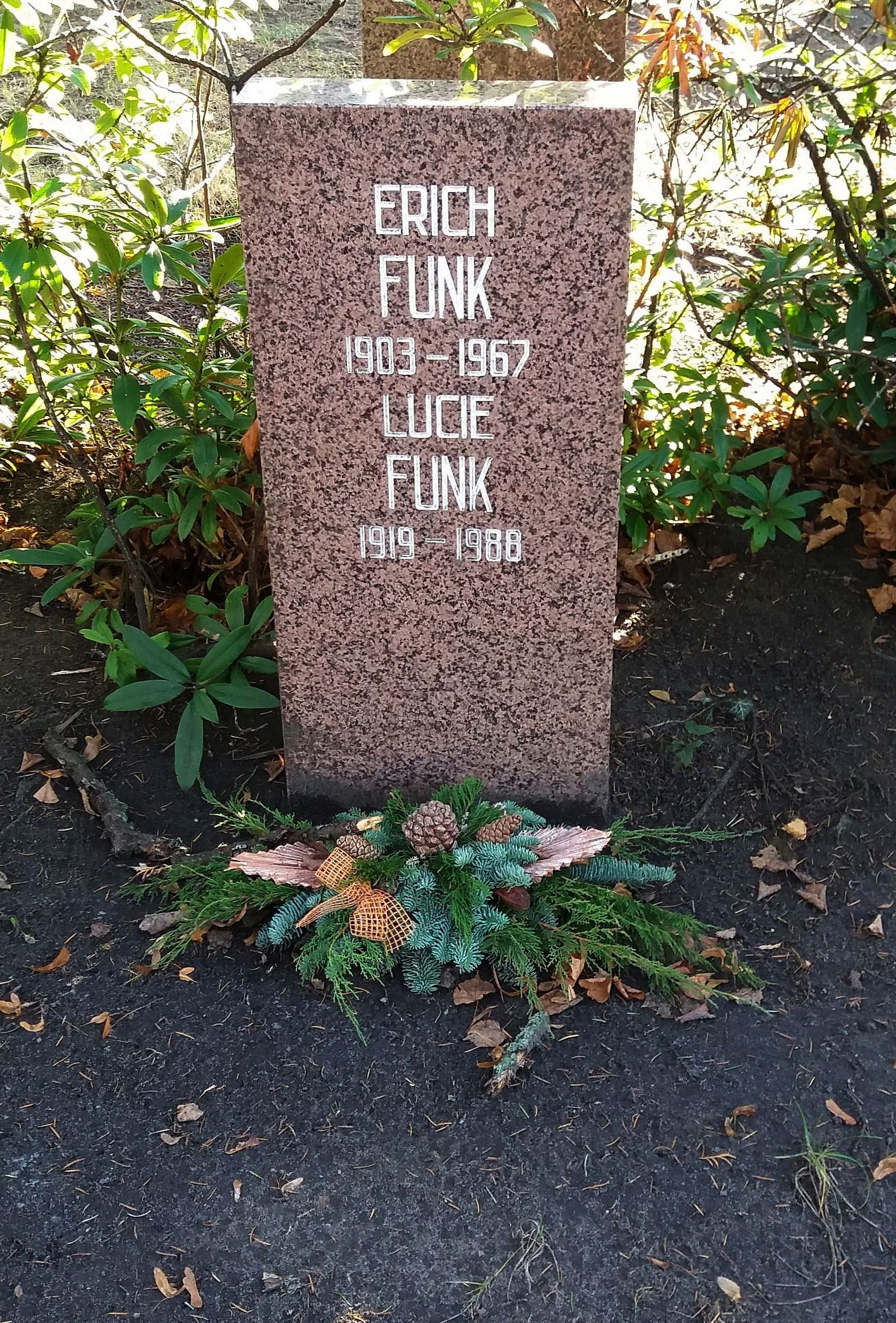
Grabstätte

Ab Februar 1949 wurde Funk Instrukteur in der Personalpolitischen Abteilung des Zentralsekretariats der SED und dort Leiter der Unterabteilung Gewerkschaften. Im August 1950 stieg er zum Leiter der gesamten Abteilung Kader im Zentralkomitee der SED auf und war verantwortlich für die Personalauswahl im Ministerium des Innern der DDR (MdI) und der Zentralen Kommission für Staatliche Kontrolle (ZKSK) beim Ministerrat der DDR.
1951 wurde Funk im Zuge einer DDR-weiten Parteisäuberung überprüft und vorübergehend freigestellt, überstand diese jedoch und wurde im September 1951 Leiter der Hauptabteilung Personal und Schulung und Stellvertreter des Staatssekretärs für Innere Angelegenheiten im MdI. 1954 wurde er Kandidat und 1958 Mitglied der Zentralen Revisionskommission der SED (ZRK). 1958 wechselte er als Leiter in die Personalabteilung ins Staatssekretariat für Örtliche Räte des MdI.
1959 wurde Funk offiziell wegen „Beharren auf dem alten, administrativen, bürokratischen Arbeitsstil“ entmachtet und ins Archiv versetzt. Tatsächliche Ursache war von Funk geäußerte Kritik an der Politik des Partei- und Staatschefs Walter Ulbricht.
Ab 1959 war Funk Leiter des Archivs im Ministerium für Finanzen und ab 1962 Leiter des Archivs für Staatsdokumente im Büro des Ministerrats.
Funks Urne wurde in der Grabanlage Pergolenweg des Berliner Zentralfriedhofs Friedrichsfelde beigesetzt.

## Ehrungen
- 1958 Medaille für Kämpfer gegen den Faschismus (DDR)
- 1963 Vaterländischer Verdienstorden in Silber (DDR)